# Meghan Black
Meghan Carey Black, född 2 december 1978 i West Vancouver, British Columbia, är en kanadensisk skådespelare främst verksam i olika TV-serier. Bland hennes roller finns "Kat Deosdade" i TV-serien Edgemont och "Misty" i Mitt liv som död. Hon är även verksam som röstskådespelare, och gjorde Rogues röst i X-men: Evolution och Atlanta i TV-serien Class of the Titans.